# Nick Porzig
Nicholas "Nick" Weston Porzig (født 1. juli 1972 i Cape Town) er en sydafrikansk født australsk tidligere roer.
Porzig roede primært otter, og han var med for Australien i denne bådtype ved OL 1996 i Atlanta, hvor australierne blev nummer seks. Bedre gik det ved OL 2000 i Sydney, hvor den australske otter vandt sit indledendende heat, men måtte bøje sig for Storbritannien, der vandt guld med næsten et sekunds forspring til australierne på andenpladsen, mens Kroatien tog bronzemedaljerne. Resten af den australske båd bestod af Christian Ryan, Alastair Gordon, Rob Jahrling, Mike McKay, Stuart Welch, Daniel Burke, Jaime Fernandez og styrmand Brett Hayman.

## OL-medaljer
- 2000:  Sølv i otter